# Agere
En Derecho romano agere significa indicar a los interesados las precisas solemnidades y reclamaciones que han de observar y presentar en el litigio, y en la época clásica, se concreta sobre todo con instruirles sobre la fórmula que resulta más adecuada a sus pretensiones. 
En un sentido más lato, agere significa también litigar, o inclusive asumir la defensa (conducir el litigio) de una persona ante los jueces, sobre todo para presentar la prueba de una manera mucho más convincente, pero semejante actividad no es ejercida en Roma por juristas, sino por Abogados (oratores), cuya formación es preferentemente retórica y no jurídica.